# 삼성 갤럭시 A12
삼성 갤럭시 A12는 삼성전자가 제조한 안드로이드 스마트폰이다. 2021년 11월 삼성 갤럭시 A11의 후속 모델로 발표되었다. 이 전화기는 48 MP 메인 카메라, 6.5인치(170 mm) HD+인피니티-V 디스플레이, 5000 mAh Li-Po 배터리를 갖춘 쿼드 카메라 설정을 갖추고 있다. 이 기기는 안드로이드 10기반 One UI Core 2.1이 기본 탑재되었다.
삼성 갤럭시 A12는 2021년 4월까지 미국에서 구입할 수 없었다. 미국에서 판매되는 갤럭시 A12는 48 MP가 아닌 3GB 램과 16 MP 메인 카메라를 가지고 있다.
삼성은 갤럭시 A12를 3GB RAM + 32GB 내장 스토리지 모델에 대해 179유로에 출시했으며 6GB RAM + 128GB 내장 스토리지 모델에 대해서는 199유로에 이른다. 검은색, 흰색, 파란색 및 빨간색의 4가지 색상 변형을 사용할 수 있다.
삼성은 2021년 2월 16일 인도에서 갤럭시 A12 스마트폰을 4GB RAM + 64GB 내장 스토리지 모델에 대해 12,999의 가격으로 출시했고 4GB RAM + 128GB 내장 스토리지 모델은 13,999의 가격을 책정했다. 2021년 8월 12일, 삼성은 인도에서 엑시노스 850 SoC와 함께 휴대폰을 다시 출시했다. 이 모델은 4GB RAM + 64GB 내장 스토리지 및 6GB RAM + 128GB 내장 스토리지 구성으로 구입할 수 있다. 4GB 모델은 13.999달러, 6GB 모델은 16.499달러이다.
2021년 8월 9일, 삼성 갤럭시 A12 나초라는 이름의 새로운 변종이 발표되었다. 이 휴대폰의 변종은 미디어텍 헬리오 P35 SoC 대신 옥타코어 CPU와 8nm 공정을 갖춘 삼성의 사내 엑시노스 850 SoC로 구동되며, 즉시 안드로이드 11기반 One UI Core 3.1에서 구동된다. 이 차이점 외에도 삼성 갤럭시 A12와 삼성 갤럭시 A12 나초는 거의 동일한 사양을 가지고 있다.

## 사양[14]

### 디자인
삼성 갤럭시 A12는 블랙, 블루, 화이트 및 레드 컬러 옵션으로 제공된다. 후면 카메라 4대는 갤럭시 A42 5G의 카메라 어레이와 비슷하게 왼쪽 상단에 사각형을 배치했다. 뒷면과 옆면은 플라스틱으로 만들어졌고 앞면은 유리로 만들어졌다. 휴대전화의 물리적 크기는 6.46 x 2.98 x 0.35인치(164 x 75.8 x 8.9mm)이고 무게는 205g(7.2온스)이다.

### 하드웨어
삼성 갤럭시 A12는 6.5인치(170mm) IPS LCD 디스플레이에 720 × 1600 픽셀 해상도, 20:9 가로 세로 비율, 최대 85.8% 화면 대 차체 비율, 최대 264 ppi 픽셀 밀도를 가지고 있다. 이 전화기는 32GB/3GB RAM, 64GB/4GB RAM, 128GB/4GB RAM, 128GB/6GB RAM 등 4가지 RAM 및 내장 스토리지 구성이 있다. 스토리지는 MicroSD 카드를 사용하여 최대 1TB까지 확장할 수 있다. 이 전화기는 옥타 코어 CPU와 12nm 공정을 갖춘 Meditk MT6765 Helio P35 SoC에 의해 구동된다. 전화기에는 5000mAh Li-Po 비이동식 배터리가 있어 3.5mm 헤드폰 잭과 단일 스피커 사이에 있는 USB-C 포트를 통해(15W) 빠르게 충전할 수 있다. 지문 센서는 전원 버튼에 통합되어 있다.

### 카메라
삼성 갤럭시 A12는 4개의 후면 카메라를 가지고 있다. 메인 카메라는 48 MP 센서로 f/2.0 조리개, 초점거리 26mm 및 자동 포커스이다. 울트라 와이드 카메라는 f/2.2 조리개와 123° 시야(FoV)를 가진 8MP 장치이다. 메인 카메라는 30fps로 최대 1080p까지 비디오 녹화가 가능하다. 매크로 카메라(접속 촬영용)와 깊이 센서(배경 흐림용)는 모두 f/2.4 조리개를 가진 2 MP 센서이다. 낮은 조명에서 샷을 비추기 위한 LED 플래시도 있다. 전면 카메라는 8MP 해상도로 30fps로 최대 1080p의 동영상을 녹화한다.

### 소프트웨어 지원
안드로이드 10 기반 One UI Core 2.5를 기본탑재했으며 현재는 안드로이드 11 기반 One UI Core 3.1로 업데이트되었다. 일부 구글 앱이 포함되어 있으며 삼성전자의 보안 기술인 녹스가 탑재되었다.

## 같이 보기
- 삼성 갤럭시 A02
- 삼성 갤럭시 A01
- 삼성 갤럭시 A11